# Thomas Forrester
Thomas Forrester (biologicamente Marone) è un personaggio della soap opera statunitense Beautiful, interpretato da Matthew Atkinson dal 2019 al 2024. In precedenza il personaggio è stato interpretato da Patrick Dorn, Drew Tyler Bell, Adam Gregory e Pierson Fodé.

## Biografia del personaggio
Thomas è il figlio primogenito di Ridge Forrester e Taylor Hamilton, ha due sorelle gemelle minori, Steffy e Phoebe (deceduta), e un fratellastro paterno minore, R.J., nato dal matrimonio di Ridge con Brooke Logan; inoltre, ha un figlio di nome Douglas, concepito in una notte d’amore con Caroline Spencer Jr.. Thomas è sempre stato un ragazzo molto tranquillo, serio e responsabile; tuttavia, dopo il recast, che lo vede interpretato da Adam Gregory, Pierson Fodé e Matthew Atkinson, il nuovo Thomas presenta le sembianze fisiche e caratteriali di un "giovane playboy" che ricordano molto suo padre Ridge agli albori della soap.

### L'infanzia di Thomas
Thomas fa la sua prima apparizione nel 1998: nel periodo della sua nascita i suoi genitori erano separati e Ridge sceglie di tornare con Taylor proprio per poter crescere insieme il loro figlio. In quel periodo, Ridge era sposato con Brooke, ma lei e Thorne non volevano il rincongiungimento di Taylor e Ridge stesso: infatti, Taylor spacciò per qualche settimana Thomas per figlio di Thorne. Sentendo suo nonno materno Jack criticare il comportamento di Brooke, che cerca di riconquistare il cuore del neo vedovo Ridge dopo la scomparsa di Taylor, il piccolo Thomas mal sopporta la vicinanza sempre più insistente della donna. Un giorno trova degli alcolici incustoditi a casa e, afflitto per la perdita della madre e la simpatia che suo padre dimostra nei confronti di Brooke, si ubriaca finendo in ospedale.
In seguito, tuttavia, accetta la presenza della donna accanto al padre. I due, tra l'altro, di lì a poco, si sposano e vanno a convivere con i figli di Taylor: Thomas e le sorelle vengono così cresciuti da Brooke, che li tratta come fossero suoi figli.

### La relazione con Caitlin Ramirez
Thomas, ormai adolescente, stringe amicizia con Caitlin Ramirez, di cui si scopre innamorato. Suo padre Hector, però, ostacola la relazione, nauseato dall'egoismo e dalla prepotenza delle ricche famiglie come quella dei Forrester: in modo particolare non digerisce che Thomas sia figlio del presuntuoso e odiato Ridge. Thomas si lega allora ad Amber, gettando la famiglia nella preoccupazione: la ragazza infatti è già stata sposata due volte con Rick, causando molti e grandi problemi. Nonostante gli avvertimenti dei Forrester, che fanno di tutto pur di allontare di nuovo Amber, Thomas continua la relazione fino a quando si innamora di nuovo di Caitlin e lascia Amber. Hector, vedendo la bontà d'animo del giovane, accetta finalmente la relazione tra i due ragazzi.

### Il ritorno di Taylor Hamilton
In seguito, si scopre che sua madre Taylor in realtà non è morta: poco prima di sparire, infatti, un medico di fiducia del principe Omar, suo vecchio ammiratore, riesce a condurla in Marocco, dove riceve cure adeguate e rimane in coma diversi anni, prima di svegliarsi e chiedere di poter tornare a Los Angeles dalla sua famiglia. L'incontro, dopo anni, tra gli ormai adolescenti Thomas, Steffy e Phoebe avviene a casa loro tra la commozione di Ridge e la preoccupazione di Brooke: Thomas e Steffy infatti desiderano che Taylor rimanga a vivere con loro e il padre e invitano gentilmente la donna ad andare via. Così il matrimonio di Brooke con Ridge viene annullato e il Forrester, che si trova a dover scegliere tra le due donne, dapprima preferisce Taylor, influenzato dalla gioia dei figli di riavere la madre, poi però torna da Brooke. Thomas e le sorelle soffrono molto per la separazione definitiva dei genitori, ma sperano che entrambi possano trovare di nuovo serenità accanto ad un'altra persona.

### Il matrimonio con Gabriella Moreno e il lavoro allaSpectra Fashions
Poco prima del ritorno di Taylor, Thomas fa amicizia con Gabriella, figlia di Helen, affezionata cameriera di Stephanie. Helen, che non ha cittadinanza statunitense, muore in un incidente stradale e lascia sola al mondo la figlia, studentessa al College. Vedendo il legame sempre più forte che si instaura tra i due, Caitlin non può fare a meno di porre il ragazzo davanti ad una scelta e Thomas fa notare alla ragazza che il loro rapporto è migliore da quando sono soltanto amici, hanno provato a stare insieme, ma qualcosa tra loro non va e quindi le propone di essere soltanto amici. Nel frattempo, torna Taylor che si installa nella sua vecchia casa con i tre figli. Ridge viene mandato via in quanto deve ancora scegliere se restare con Brooke o con la precedente moglie. Oltre a non aver più sostegno economico, Gabriella si trova dopo la morte della madre a rischio di espulsione dagli Stati Uniti, dato che neanche lei ha la cittadinanza. Thomas, ormai libero da Caitlin e sempre più legato alla sua nuova ragazza, decide di aiutarla proponendole di sposarsi. Il matrimonio avviene in gran segreto a Las Vegas, ma viene poi per forza svelato, perché al fine di essere valido i due coniugi devono coabitare sotto lo stesso tetto. Ridge, nell'apprendere la notizia, va su tutte le furie e vorrebbe fare annullare subito il matrimonio, accusando Gabriella di essere un'arrampicatrice sociale; Taylor, invece, reagisce in senso opposto e loda la generosità di suo figlio, accogliendo Gabriella con calore nella sua casa. La donna, però, pone un'unica condizione: il loro matrimonio deve risultare a tutti gli effetti solo agli occhi della polizia, ma deve tra loro due rimanere platonico. Ridge, così, si arrabbia ancora di più e litiga con la moglie. Steffy e Phoebe se la prendono con il fratello e con la cognata, rei di aver fatto litigare i loro genitori. Su insistenza di Thomas, i novelli sposi trasgrediscono il divieto di Taylor e consumano il matrimonio. Quando la madre di Thomas lo viene a sapere, decide di cacciare di casa la nuora, la quale nel frattempo fa venire nella loro casa un avvocato per far valere i suoi diritti, ma prima che possa nascere una guerra di famiglia in tribunale, Taylor fa avere a Gabriella un permesso di soggiorno per studenti stranieri: in questo modo non ha bisogno di essere sposata ad un americano per rimanere nel paese. Nel frattempo, Thomas viene assunto come stilista principale alla Spectra Fashions e riesce a presentare una prima sfilata che ha molto successo; per questo Ridge propone al figlio una gara di moda: se perderà dovrà lasciare Gabriella. La gara viene vinta da Ridge e la Spectra, tra l'altro, entra in crisi, ma Thomas non lascia la moglie e si licenzia dalla Spectra. Dopo l'intervento di Taylor, il giovane decide di divorziare da Gabriella e di non dedicarsi più alla moda, ma di finire il college.

### La rivalità con Rick Forrester
Thomas torna qualche volta a casa dal college per il Natale del 2006, nel quale sua nonna si riappacifica con sua bisnonna Ann, per la nascita di Jack e poi come sostegno alla madre. La morte di sua sorella Phoebe nel 2008 lo sconvolge tanto da commettere qualche pazzia: infatti, attenta alla vita di Rick, fidanzato di Phoebe che ha provocato l'incidente in cui è morta sua sorella, cercando di incendiare la sua auto. Pam viene accusata del fatto e finisce in galera, ma la verità viene fuori e Rick non denuncia Thomas, a patto che i Forrester promettano che non ci siano interferenze nel suo rapporto con Steffy. Alla fine Rick si riappacifica con tutti i Forrester, compreso Thomas, e lascia Steffy.

### L'alchimia con Brooke Logan
Sentendosi escluso e messo da parte, poiché Taylor ha donato il suo pacchetto azionario della Forrester interamente a Steffy, Thomas, durante la sua prima sfilata, usa uno stratagemma per far sì che questa sia ricordata per sempre: il ragazzo bacia Brooke davanti a tutti. Questo bacio dà vita ad uno scandalo e alimenta nuovi scontri tra Brooke e Taylor, dato che Thomas si schiera con Brooke, facendo così infuriare sua madre. Sull'onda dello scandalo che li ha coinvolti, Brooke e Thomas decidono di creare la linea uomo Taboo sotto approvazione di Ridge, ma quest'ultimo se ne pente quando scopre che il figlio ha un'attrazione per Brooke e che l'ha baciata sulle labbra mentre era addormentata in aereo. Tuttavia, Ridge perdona Brooke, anche se non gli ha detto subito del bacio di Thomas sull'aereo, ma decide di cancellare la linea Taboo. Thomas si oppone e durante una conferenza stampa annuncia che Taboo sarà anche una linea donna. Brooke e Thomas, per l'ennesima volta in volo per la loro linea, vengono coinvolti in un incidente aereo e dati per dispersi. Sull'isola dove atterrano i due mangiano delle bacche, ma non sanno che hanno effetti allucinogeni: così Brooke e Thomas vivono un'esperienza fuori del normale e al loro ritrovamento i due temono di aver fatto sesso. Brooke vorrebbe confessare la verità a Ridge, ma Thomas glielo impedisce perché nessuno dei due riesce a ricordare com'è andata. Alla fine, però, è Thomas a confessare tutto a Ridge: il ragazzo, in realtà, ha fatto un patto con sua nonna Stephanie, la quale gli ha promesso le quote dell'azienda se avesse raccontato a Ridge di avere fatto sesso con Brooke sull'isola, anche se non è vero. Lo scopo di Stephanie è far tornare Ridge con Taylor e la donna ci riesce, poiché i due decidono di sposarsi, dopo che Ridge ha divorziato da Brooke, incapace di perdonarla per quello che lui crede che lei abbia fatto. Il giorno del matrimonio, però, Stephanie non riesce a mantenere il segreto e confessa ai due la verità, ovvero che Brooke e Thomas non hanno fatto l'amore. Ridge, sconvolto, lascia Taylor e torna da Brooke.

### La relazione con Dayzee Leigh
Nonostante la sua attrazione verso Brooke, Thomas inizia a interessarsi di Dayzee, la ragazza che ha convinto Stephanie a lottare contro il cancro. I due sono molto in sintonia, ma Dayzee non sa chi scegliere, perché frequenta anche Marcus. Tra i tre nasce una sorta di triangolo amoroso, anche se di breve durata, perché Marcus si reca a Parigi per lavoro e Dayzee sceglie Thomas. I due iniziano quindi una relazione ed entrambi sono molto coinvolti l'uno dall'altra: Thomas è conquistato dalla semplicità e dalla bellezza di lei, Dayzee dalla dolcezza di lui. Tutto va rose e fiori fino a quando Dayzee scopre della bugia di Thomas e Stephanie e, per aver mentito a Ridge e Brooke, Thomas viene lasciato da Dayzee e la sua linea Taboo viene cancellata.

### La relazione con Hope Logan
In seguito al matrimonio tra Steffy e Liam, Thomas si avvicina ad Hope per consolarla e per farle dimenticare Liam. Con il passare del tempo, Thomas si innamora della ragazza e tutti notano il suo cambiamento positivo dal momento in cui frequenta Hope. Quando i due condividono il loro primo bacio, vengono visti da Liam, che si mostra geloso; Thomas ed Hope condividono molti baci ma anche tanti bei momenti insieme: partecipano alla festa per la celebrazione del giorno dei veterani di guerra americani, trascorrono insieme il Natale e aiutano i bambini a decorare i dolci natalizi. Nonostante ciò, Hope non riesce a dimenticare Liam e più volte chiede all'ex fidanzato di tornare con lei, ma, in seguito ai rifiuti dello Spencer, volendo dimenticarlo una volta per tutte, Hope accetta di partire con Thomas per Cabo San Lucas, in Messico. Ma la sfortuna è dietro l'angolo: Steffy e Liam, anche loro lì per una vacanza, soggiornano nello stesso hotel dei due. Quando Thomas e Steffy si incontrano, decidono di mantenere segreto il fatto che sanno che tutti e quattro sono nello stesso hotel: infatti, i due fratelli sanno che Liam e Hope provano ancora qualcosa l'uno per l'altra e temono di perderli, se i due si incontrassero, così fanno di tutto pur di non far accadere ciò e Thomas viene convinto da Steffy a dichiararsi ad Hope. Quando il ragazzo chiede alla giovane Logan di sposarlo, lei rifiuta. Intanto Liam scopre della presenza di Hope e Thomas nell'hotel e rimane scioccato quando apprende che Steffy gli ha mentito, così, inseguito da Thomas, va da Hope e i due si baciano, ma proprio in quel momento Steffy ha un incidente. A Cabo arrivano anche Bill, Ridge e Taylor per stare vicino a Steffy. Bill, sapendo che Liam ha deciso di lasciare Steffy per tornare con Hope, paga un medico per falsificare la diagnosi di Steffy: il medico spiega così che qualunque stress, anche il minimo, potrebbe essere fatale per Steffy e quindi Liam rimane accanto alla moglie. Intanto Hope chiude con Thomas, perché a Cabo le ha mentito e lo accusa di essere interessato a lei solo per il sesso. Thomas, offeso, si rende conto che Hope amerà sempre Liam: infatti, quando l'inganno di Bill viene scoperto, Liam decide di lasciare Steffy e tornare da Hope, la quale lo accoglie a braccia aperte.

### La relazione con Caroline Spencer
A Los Angeles arriva Caroline Spencer, venuta in città per avere un colloquio alla Forrester con Brooke, che ha dimostrato grande interesse per i disegni della giovane tanto da volerla incontrare. Appena arrivata, Caroline conquista tutti per il suo fascino e soprattutto Thomas e Rick, che rimangono affascinati da lei. Brooke vuole che Caroline lavori al fianco di Rick, il quale non sa se iniziare a lavorare con la nuova arrivata o continuare a farlo con Amber e, intanto, anche a Thomas piacerebbe lavorare con Caroline. In seguito a ciò, la rivalità tra Thomas e Rick risorge, perché entrambi competono per l'affetto di Caroline e la possibilità di lavorare con lei. Gli stratagemmi di Amber per dividere Rick e Caroline, fanno avvicinare quest'ultima a Thomas e il ragazzo chiede alla giovane un appuntamento, lei accetta e alla fine della serata i due si scambiano il loro primo bacio. Tutti notano la felicità di Thomas da quando frequenta Caroline e, grazie a lei, torna a disegnare ottimi abiti, che vengono approvati felicemente da Ridge. Quando Thomas chiede a Caroline il motivo per cui non parla mai di suo padre e perché non porta il suo cognome, lei decide di fargli conoscere la sua famiglia, invitandolo a cena a casa sua: così, Thomas scopre il segreto della famiglia di Caroline, cioè che quest'ultima ha due mamme, Karen e Danielle, che sono una coppia a tutti gli effetti. Thomas in un primo momento rimane sorpreso, ma poi accetta la loro omosessualità e sostiene Caroline e la sua famiglia. Col passare del tempo, la relazione tra i due diventa sempre più seria e i due iniziano anche a lavorare insieme; i problemi arrivano quando Rick decide di approfittare della rottura tra Hope e Liam: il ragazzo infatti vuole far riavvicinare Thomas ad Hope e conquistare così Caroline. Spronato da Rick, Thomas passa molto tempo con Hope, volendola aiutare a dimenticare Liam, così Caroline si ingelosisce e inizia a temere la competizione con Hope, ma Thomas la rassicura del suo amore per lei. Quando Rick annuncia alla stampa che Hope e Thomas collaboreranno insieme ad una nuova linea di moda, Thomas bacia la ragazza per sponsorizzarla: l'accaduto causa una frattura tra Thomas e Caroline, ma alla fine quest'ultima lo perdona. Thomas, però, capisce di provare ancora qualcosa per Hope, ma allo stesso tempo non vuole rinunciare a Caroline, la quale intanto, sentendosi messa da parte da Thomas, condivide dei baci con Rick. Nel frattempo, Thomas a sorpresa viene nominato da Ridge presidente temporaneo della Forrester Creations, incarico che lo fa diventare più aggressivo, tanto che, quando viene a sapere della macchinazione di Rick per farlo tornare con Hope, lui e Rick hanno uno scontro fisico e, accidentalmente, Thomas lo scaraventa giù da una finestra. I suoi sentimenti ritrovati per Hope, il suo nuovo atteggiamento e l'incidente di Rick, fanno arrivare al capolinea la relazione di Thomas con Caroline, la quale decide di lasciarlo, anche perché si è resa conto di amare Rick.

### La presidenza dellaForrester Creations
Dopo essere stato nominato dal padre presidente temporaneo della Forrester Creations, Thomas annuncia che l'azienda subirà dei cambiamenti: infatti, secondo lui, sebbene ci sarà sempre chi vorrà gli abiti di stile disegnati da Eric e Ridge, la Forrester deve poter potenziare l'appeal sulle ultime generazioni e per questo nomina Rick responsabile della Hope For The Future e congiunge la linea Intimates di Steffy con la Caroline con Thomas Forrester, una nuova linea moderna, sexy e urbana, alla quale lui lavorerà con Caroline. Inoltre, Thomas intende congiungere le nuove tecnologie e i moderni sistemi di comunicazione ai canali di vendita da sempre utilizzati dall'azienda: dunque, le loro boutiques diventeranno delle gallerie, dove i potenziali clienti potranno ammirare i loro abiti, che, tuttavia, saranno presenti nei negozi in numero limitato, affidando gli acquisti principalmente ad un sistema online. Questo consentirà di abbattere i costi per il parcheggio di abiti in magazzino, optando per una distribuzione a partire dalla casa base. Le boutiques della Forrester Creations verranno arricchite di elementi quali musica, internet e bar, dove poter scaricare ed utilizzare le applicazioni per accedere allo shopping online dell'azienda e allo stesso tempo godere di un intrattenimento moderno, giovane e alla moda. Si potrà usare il sistema informatico per fare donazioni alle opere di beneficenza a cui i Forrester sono associati e verranno forniti nominativi di sartorie di fiducia dell'azienda alle quali rivolgersi in caso i vestiti debbano essere meglio sistemati sulla fisicità del cliente. Tuttavia, tutti questi progetti creano molte opinioni diverse: quasi tutti, ma soprattutto Rick, Eric e Brooke non sono d'accordo con le idee del ragazzo, convinti che l'azienda sprofonderà. Gli unici a sostenerlo sono Taylor, Steffy e Marcus. Dati i suoi cambiamenti, Thomas inizia a lavorare di nuovo con Caroline e le dice di voler assegnare il 5% della loro linea alla fondazione per il cancro fondata dalla ragazza: Caroline è entusiasta, ma chiarisce subito a Thomas che la loro sarà solo una collaborazione professionale, perché lei sta frequentando Rick. Infatti, Thomas spera non solo di portare l'azienda di nuovo al successo sotto la sua guida, ma anche di poter riconquistare Caroline. Tuttavia, dopo la morte di sua nonna Stephanie, la famiglia Forrester scopre l'esistenza di una modifica al testamento della donna: infatti, la matriarca non ha permesso che il futuro dell'azienda fosse nelle mani di Thomas e così ha passato le sue quote ad Eric, che, avendo riottenuto il controllo anche legale, oltre che patriarcale, dell'azienda, cerca di placare la faida tra Thomas e Rick, decidendo finalmente chi è il degno successore di Ridge tramite una sfida di moda giudicata dallo stesso Eric. Quest'ultimo sceglie come vincitore Rick, scatenando in Thomas rabbia e delusione, elementi che lo portano a decidere di trasferirsi a Parigi, ma per impedire ciò, Eric nomina Thomas vicepresidente della Forrester.

### L'alleanza con Thorne Forrester e il trasferimento a Parigi
Thomas non si arrende e fa rendere conto a Thorne che da quando Rick è diventato presidente le vendite della Forrester Creations sono diminuite: infatti, alcuni documenti confermano a Thorne ciò che Thomas gli ha detto. Thomas, allora, appoggiato dallo zio, va da Eric e mostra a quest'ultimo i documenti, così viene convocato anche Rick, che Eric avverte: se le vendite non aumenteranno, apporterà modifiche alla dirigenza della Forrester a partire dalla carica di presidente. Così, Rick, per non perdere il suo posto, chiede a Caroline di aiutarlo: i due lavorano sulla linea HFTF e organizzano una sfilata che, se avrà successo, farà mantenere la carica di presidente a Rick. Inizialmente sembra che la sfilata vada male, ma poi Eric conferma Rick nel ruolo di presidente, in quanto molti clienti hanno acquistato diversi capi. Thorne e Thomas sono quindi costretti ad accettare la sconfitta e quest'ultimo, avendo compreso di non avere un futuro da Dirigente all'interno della Forrester Creations, decide di trasferirsi alla Forrester International, sede parigina della Forrester. Thomas fa una breve apparizione nel 2014, quando Wyatt Spencer decide a Parigi di mettere in mostra i gioielli di Stephanie.

### Il ritorno a Los Angeles e il flirt con Ivy Forrester
Thomas torna a Los Angeles per partecipare al funerale di Alexandria: infatti, l'uomo vuole scoprire cosa è realmente accaduto alla cugina per non far arrestare sua sorella Steffy, accusata di omicidio. Thomas deve quindi fare i conti con Ivy: la cugina, infatti, minaccia Steffy e lui di mostrare alla polizia un video della notte in cui morì Aly, che potrebbe incolpare Steffy di omicidio. Dunque, Thomas è costretto a promettere ad Ivy di farla diventare la modella di punta della Forrester e, allo stesso tempo, cerca di sedurre la cugina (i due non sono parenti di sangue, in quanto Ridge non è figlio biologico di Eric) per portarla dalla propria parte: inoltre, il Forrester sembra voler ostentare il proprio disprezzo nei confronti di Wyatt e Liam e, complice il fatto che Ivy è fidanzata con Wyatt, Thomas scommette con Steffy che riuscirà a strappare Ivy dal ragazzo. Sebbene la sorella faccia di tutto per convincerlo a lasciar perdere, Thomas corteggia Ivy, approfittando della propria ritrovata posizione di stilista alla Forrester, e crea ad arte tutte le possibili situazioni per stare da solo con lei: durante una festa in maschera riesce persino a salvarla dalla caduta di un faro elettrico. Tutto ciò suscita le perplessità di Wyatt, che, però, si fida ciecamente della propria ragazza. Ma, durante un viaggio di lavoro dello Spencer, Thomas approfitta della sua assenza per presentarsi nella casa dove Ivy ha deciso di passare la notte sola e, pur non riuscendo a portarsi a letto Ivy, le strappa dei baci, rafforzando la loro intimità. Ivy sembra comunque intenzionata a restare con Wyatt, quindi dice chiaramente a Thomas di lasciarla stare. Ma, durante una conversazione tra i due in ufficio, Steffy ascolta di nascosto, capisce che Ivy ha tradito Wyatt e va su tutte le furie, rivelandolo prima a Liam e poi allo stesso Wyatt. Ivy decide così di affrontare Steffy e tra le due sorge un battibecco durante il quale Steffy spinge accidentalmente Ivy, facendola entrare in contatto con dei fili elettrici scoperti: Ivy resta dunque folgorata, creandosi una situazione simile a quella che aveva visto Steffy coinvolta nella morte di Aly. Tuttavia, stavolta le cose andranno bene e Ivy si riprenderà appieno. Il rapporto tra lei e Steffy però sarà fortemente compromesso, tanto che la prima chiederà un provvedimento restrittivo verso la seconda, ritirandolo poco tempo dopo. Successivamente, durante una discussione tra le due in casa Forrester, Ivy cade dalle scale e tutti pensano subito a Steffy come colpevole, dato che era sola con lei, compreso Liam, giunto subito dopo l'incidente. Steffy ripete più volte a Liam di non essere stata lei a spingere la cugina, ma lui stenta a crederle. Essendo ormai compromessa la sua relazione con Wyatt (infatti Quinn ha rivelato al figlio che Ivy ama ancora Liam) e avendo deciso Liam di restare accanto a Steffy, Ivy torna in Australia da suo padre John.

### La notte con Caroline Spencer e la nascita di Douglas Forrester
In seguito, si scopre che il vero motivo per cui Thomas è tornato a Los Angeles è riprendersi la sua mai dimenticata ex fidanzata Caroline, ma che ora è impegnata proprio con suo padre Ridge; nonostante ciò, inizia a corteggiarla. Ridge, nel frattempo, scopre di non riuscire a donare alla fidanzata un figlio a causa della vasectomia che ha fatto a Parigi, così l'uomo lascia la ragazza, che, affranta, finisce a letto con Thomas mentre è sotto ansiolitici. Solo il giorno dopo la Spencer si rende conto di quello che è capitato, essendo quasi completamente incosciente durante il rapporto con Thomas. Il giorno dopo, Ridge va da Caroline per riconciliarsi con lei e le promette che, se vuole avere un bambino con lui, lo avrà (infatti si sottopone a un intervento per annullare la vasectomia, che però non riesce) e le chiede di sposarlo. La giovane Spencer accetta felice, ma non ha rivelato a Ridge quanto successo la notte precedente. Caroline, in seguito, scopre di essere incinta e lo dice a Ridge, rivelandogli anche di avere trascorso una notte con Thomas e quindi c'è possibilità che il bambino sia suo. Allora Ridge la informa di essersi sottoposto ad una vasectomia a Parigi e così non può essere lui il padre del bambino, che quindi è Thomas. Nonostante tutto, Ridge decide di non rivelare nulla a Thomas sulla gravidanza della moglie e di crescere il figlio che ha in grembo Caroline come se fosse suo. Tuttavia, Brooke che sa che Ridge non può avere figli e inizia a fargli delle domande, spinta anche dai dubbi di Rick, ma il Forrester non demorde, sostenendo la reversibilità dell'operazione. Al momento della gravidanza il parto avviene nella formula in acqua, in casa Forrester; una volta nato, Caroline e Ridge decidono di chiamare il bambino Douglas, in onore della nonna defunta Stephanie. Successivamente, il dottor Wolin, ex urologo di Ridge radiato dall'albo, venuto a conoscenza della nascita di Douglas e sapendo che il Forrester non può avere più figli, decide di affrontarlo, dopo che ha pranzato con Caroline al ristorante "Il giardino". I due litigano e il tutto viene osservato da Katie, a pranzo anche lei con suo marito Bill, e, dopo che Ridge se n'è andato, decide di parlare con Wolin, cercando di capire le sue intenzioni, e il dottore le rivela che Douglas non può essere figlio di Ridge. Qualche ora dopo Wolin contatta Ridge, chiedendogli di vedersi poco fuori dal ristorante e, giunto nel luogo, chiede al Forrester centomila dollari entro ventiquattro ore in cambio del suo silenzio. Ridge minaccia di denunciarlo e se ne va, ma subito dopo il dottore viene investito da un camion mentre sta attraversando la strada, sotto gli occhi esterrefatti di Ridge, e muore. Saputo della morte di Wolin, Caroline teme che qualcuno possa risalire a lei e Ridge e vorrebbe rivelare che Thomas è il vero padre di Douglas, ma Ridge la dissuade. Qualche giorno dopo, Katie chiede spiegazioni a Ridge riguardo alla sua discussione con Wolin, che le ha detto che il Forrester ha un grosso segreto da nascondere, cioè che Douglas non può essere suo figlio per la vasectomia, ma lui sostiene che quel medico era un incompetente, essendo stato radiato dall'albo. Dopo varie insistenze, Katie riesce a far ammettere al Forrester di non essere il padre naturale di Douglas e dice alla donna che il suo vero padre è un donatore anonimo. Ma Caroline si lascia sfuggire la verità e Katie scopre così che Thomas è il padre di Douglas. La Logan impone a Ridge di confessare a Thomas la verità: il giovane ne rimane sconvolto, ma vuole rivendicare la paternità e per questo porta Douglas di nascosto nello chalet di sua proprietà; tuttavia, Caroline lo convince a mantenere il segreto, perché lei vuole crescere il bambino con Ridge. Poco tempo dopo, Bill sente parlare Katie e Thomas di un segreto e chiede alla moglie di rivelarglielo: scopre così che Douglas è figlio di Thomas, ma Katie gli fa promettere di non parlarne con nessuno. Tuttavia, quando più tardi Brooke racconta a Bill che Rick vuole partire per allontanarsi da Ridge, allo Spencer sfugge il segreto. Dopo che lo Spencer ne ha parlato con Ridge, il Forrester ottiene il suo silenzio in cambio del coinvolgimento di Rick in alcune decisioni societarie. Ma Caroline parla con Ridge del fatto che sia giusto nei confronti di Thomas che il mondo sappia chi è il vero padre di Douglas; Ridge acconsente e la notizia viene rivelata. Successivamente, Ridge si rende conto dei sentimenti che Caroline prova nei confronti di Thomas e decide di chiederle il divorzio per dare una possibilità ai due di crescere insieme il bambino. Così, Caroline e Thomas si trasferiscono insieme a Douglas negli Hamptons presso la casa delle madri di Caroline per provare a costruire una famiglia, ma pochi mesi dopo Thomas ritorna a Los Angeles, informando la famiglia che la sua relazione con Caroline è finita.

### La relazione con Sally Spectra e il ricongiungimento con Caroline Spencer
Thomas conosce a "Il giardino" la pronipote omonima di Sally Spectra, venuta i città per rifondare la Spectra Fashions. Nonostante le rivalità tra Sally e sua sorella Steffy (che crede che Sally voglia usarla per rubargli i fun) i due iniziano una relazione. Tutto va bene fino a quando Thomas scopre che Sally ha rubato i modelli Forrester per rilanciare la Spectra. Inizialmente la lascia ma poi capisce che Sally è stata istigata a farlo da sua nonna Shirley e da Bill, che aveva scritto la prima falsa recensione sulla Spectra perché voleva l'immobile. Thomas salva quindi l'azienda dalla chiusura e per questo è licenziato da Ridge. Il Forrester allora passa alla Spectra diventandone il capo stilista e co-amministratore delegato. La relazione viene turbata quando Caroline torna in città con l'intento di riunire la sua famiglia. Thomas la respinge ma in aiuto di Caroline viene suo zio Bill. Quest'ultimo vuole che Thomas lasci la Spectra così che l'azienda fallisca e lui riesca ad impadronirsene. Decide così di dire a Thomas che Caroline è malata di una malattia incurabile e che quelli sono i suoi ultimi giorni di vita. Thomas, per dare a Douglas degli ultimi momenti in famiglia, parte per New York chiedendo a Sally di aspettarlo. Caroline intanto non è felice di questa bugia ma Bill la costringe a tener la bocca chiusa. Visto che la Spetra non fallisce, Bill fa incendiare l'edificio distruggendolo. Nonostante Thomas fosse venuto a veder come sta Sally e gli viene detto che Caroline è guarita facendo una cura innovativa, il Forrester lascia definitivamente Sally per stare di nuovo a New York con Caroline e Douglas.

### il ritorno a Los Angeles
Nel Marzo 2019 Thomas fa il suo ritorno a Los Angeles,ma non da solo: è infatti accompagnato dal piccolo Douglas,il figlio concepito dopo una notte di passione con Caroline Spencer.
Il giovane fa il suo ritorno per cercare conforto nella sua famiglia dopo la tragica scomparsa della madre del figlio. Fin dai primi giorni dopo il suo arrivo, nasce una connessione tra il piccolo Douglas e Hope Logan: quest'ultima, ancora in lutto per la morte della figlia Beth, trova nel bambino una fonte di consolazione. Taylor vede subito di buon occhio una vicinanza della Logan a suo figlio e a suo nipote, auspicando persino che essi formino una famiglia, invece Ridge è poco propenso a incoraggiare una svolta simile. Thomas, comunque, in poco tempo si rivela ancora innamorato di Hope e decide di giocare sporco: fa in modo che Douglas dimostri un attaccamento sempre maggiore a Hope e scrive una falsa lettera testamento in cui Caroline chiede alla Logan di fare da madre a suo figlio. Mentre Hope, incapace di superare la perdita della figlia, decide di porre fine al suo matrimonio con Liam, Thomas ascolta per caso una conversazione tra Xander Avant e Zoe Buckingham riguardante la defunta Beth Spencer e la giovane Florence Fulton. Deciso ad avere spiegazioni, Thomas affronta Flo e scopre così che la figlia di Hope non è morta, ma è stata invece adottata da una inconsapevole Steffy. Inizialmente Thomas decide di dire la verità, ma poi capisce che questa carta potrebbe fargli avere Hope e tace, obbligando anche gli altri a conoscenza del segreto a fare lo stesso. Quando però a scoprire la verità è la stagista Emma Barber, ella decide di dire subito la verità a Hope, nonostante le minacce di Thomas. Emma si mette in macchina ma per strada si distrae col telefono e con i fari della macchina di Thomas che la insegue, così perde il controllo della macchina e finisce in un dirupo, dove muore sotto gli occhi soddisfatti di Thomas.